# Pile à combustible magnésium-air
 (janvier 2016).
Une pile à combustible magnésium-air est une pile faite d'une anode de magnésium (métal réducteur), d'eau salée comme électrolyte, et d'une cathode conductrice perméable au dioxygène de l'air.
La firme MagPower Systems, qui conduit des recherches à son sujet et la commercialise, revendique un rendement de 80%, à des températures de fonctionnement allant de -20 à 55 degrés Celsius.

## Avantages
Le magnésium est un matériau très abondant, présent dans un certain nombre de minerais, ainsi que dans l'eau de mer ; une fois consommé, il peut être recyclé à l'infini. Aucun des composants n'est toxique, non plus que les déchets qu'elle produit, et la pile peut être conservée indéfiniment, tant que l'électrolyte n'y est pas ajouté ; cet électrolyte est de plus extrêmement abondant, puisque c'est de l'eau de mer. Cette particularité permet d'envisager qu'un appareil ne commence à fonctionner que lorsqu'il est immergé ; c'est fort utile dans le cas d'une balise de détresse ou d'une lampe de gilet de sauvetage. Enfin, le magnésium est très peu dense, 1 750 kg/m3, et puisque l'air ambiant en constitue la cathode, l'ensemble de la pile est d'une grande légèreté.